# منتخب الهند لكرة القدم الشاطئية
منتخب الهند لكرة القدم الشاطئية (بالإنجليزية: India national beach soccer team)‏ ، هي منتخب وطني لكرة القدم الشاطئية في الهند ، شاركت ببطولة الكأس الآسيوية لكرة القدم الشاطئية مرة واحدة عام 2007.

## وصلات خارجية
- India for the 2007 FIFA Beach Soccer World Cup Football Qualyfiers (kolkatafootball.com)
- FIFA Beach Soccer World Cup 2007 Asian Qualifiers Dubai